# Iseltwald
Iseltwald – gmina (niem. Einwohnergemeinde) w Szwajcarii, w kantonie Berno, w regionie administracyjnym Oberland, w okręgu Interlaken-Oberhasli. Leży w Berner Oberland, nad jeziorem Brienzersee.

## Demografia
W Iseltwaldzie mieszka 415 osób. W 2020 roku 9,6% populacji gminy stanowiły osoby urodzone poza Szwajcarią.

## Transport
Przez teren gminy przebiega autostrada A8.